# گله‌دار (بدره)
گله‌دار، روستایی در دهستان زرانگوش بخش هندمینی شهرستان بدره در استان ایلام ایران است.
و طایفه دیگر این روستا به نام تجره گله دار در خرم آباد است

## مردم
مردمان این دیار از ایل بزرگ هندمینی بدره هستند.

## جمعیت
بر پایه سرشماری عمومی نفوس و مسکن در سال ۱۳۹۵، جمعیت این روستا برابر با ۷۱۱ نفر (۱۶۷ خانوار) بوده‌است.